# Paul Cappelen

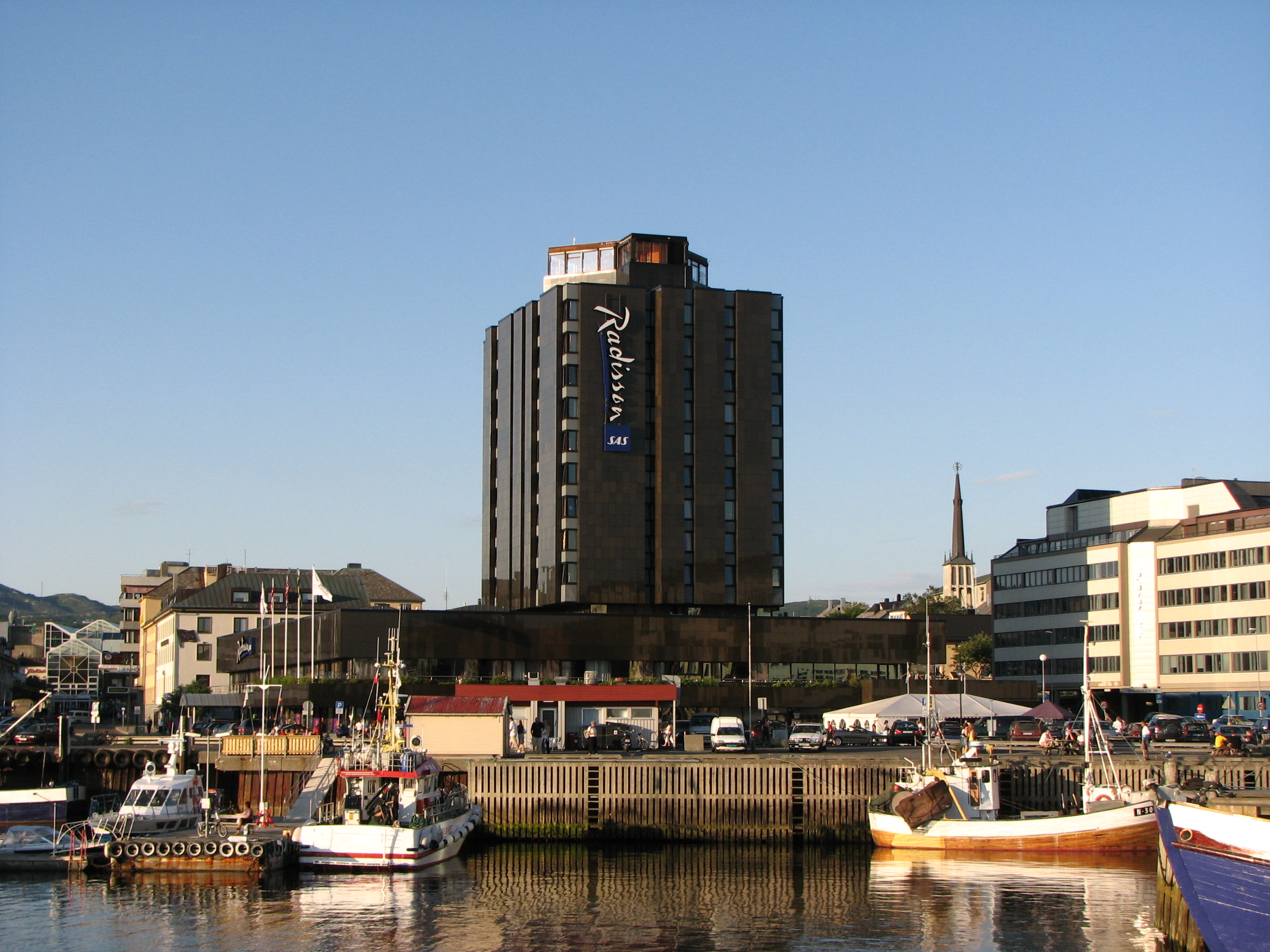
Das SAS-Hotel in Bodø, einer von Cappelens Entwürfen (1971)

Paul Cappelen (* 18. Februar 1928; † 1. Februar 2016 in New York) war ein norwegischer Architekt der Moderne. Er entstammte dem aus Bremen und Oldenburg stammenden Geschlecht Cappelen.

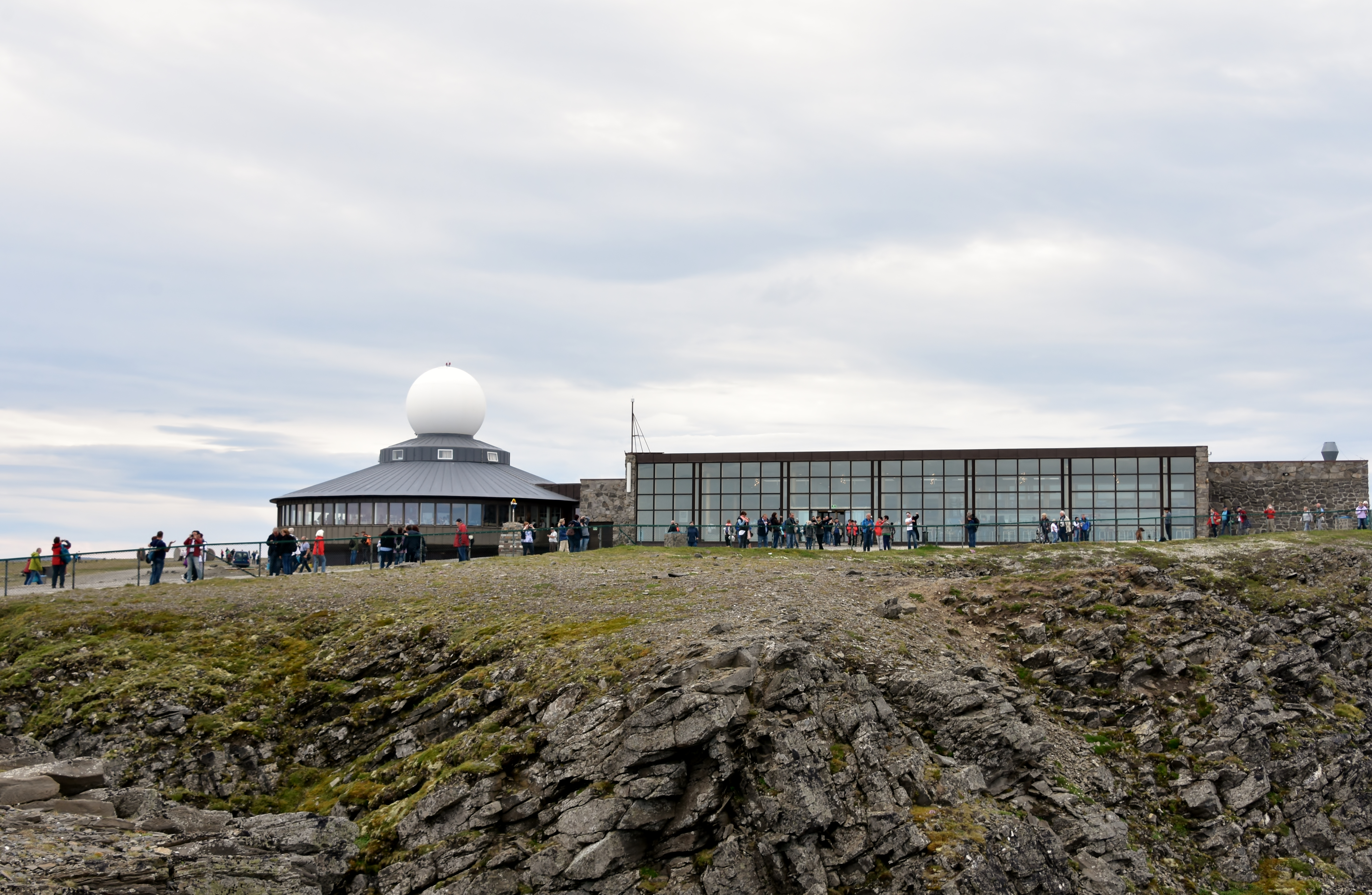
Die Nordkapphalle in Honningsvåg, ein weiterer Entwurf Cappelens (1958)

In den 1950er und 1960er Jahren gewann er mit seinem mit Torbjørn Rodahl geführten Architekturbüro zahlreiche Preise. Zu seinen Entwürfen zählen die Nordkaphalle in Honningsvåg (1958), die SAS-Radisson-Hotels in Oslo-Fornebu und Bodø (beide 1971), die Aspåsen-Schule ebendort (1967) sowie Wohnbauten für den Kilimandscharo-Nationalpark (1975). Gemeinsam mit der norwegischen Agentur für Entwicklungskooperation (Norad) entwarf Cappelen auch Schulen und Wohngebäude in den tansanischen Städten Bagamoyo, Mtwara und Songea. Eine Reihe seiner Entwürfe wurden auf der 14. Internationalen Architektur-Biennale 2014 in Venedig ausgestellt. In einem Nachruf betonte Einar Dahle (Architekt und 1995 Professur an der TU München) die Kombination haltbaren Materials mit moderner norwegischer Formensprache in Cappelens Entwürfen.